# Pressmennan Lake
Der Pressmennan Lake, auch Pressmennan Loch oder Pressman Lake, ist ein See in der schottischen Council Area East Lothian. Neben dem Lake of Menteith und dem Lake of the Hirsel ist er der einzige See in Schottland, der als „Lake“ und nicht als „Loch“ bezeichnet wird.

## Beschreibung
Der Pressmennan Lake ist ein künstlicher See, der 1819 in einem steilen Tal vor der Ostflanke der Lammermuir Hills angelegt wurde. Er liegt rund 1,5 Kilometer südöstlich des Dorfes Stenton und rund sieben Kilometer südwestlich von Dunbar. Der 1,9 Kilometer lange See weist eine Breite von maximal 100 Metern auf und besitzt eine schlangenartige Form. Von einer Sperrmauer am Nordostende des See fließt der Bennet’s Burn ab, der über den Spott Burn in Dunbar in die Nordsee entwässert.
Der auf einer Höhe von 126 Metern gelegene See speist sich aus einem 161 Hektar einnehmenden Einzugsgebiet, das zu 49 % aus Wald und zu 31 % aus Ackerland besteht. Er nimmt eine Fläche von 11 Hektar ein und besitzt einen Umfang von rund vier Kilometern. Aus seiner mittleren Tiefe von 4,7 Metern ergibt sich ein Seevolumen von rund 0,5 Mio. Kubikmetern.